# نينا باري
نينا كارلوفنا باري (بالروسية: Нина Карловна Бари) ولدت في 19 نوفمبر 1901 بموسكو وتوفيت في 15 يوليو عام 1961 بموسكو أيضا، كانت رياضياتية سوفيتية عُرفت بأعمالها في مجال الرياضيات وكل ما يتعلق بالهندسة خاصة الرياضيات.

## النشأة والتعليم
ولدت نينا باري في روسيا في 19 تشرين الثاني/نوفمبر عام 1901 وهي ابنة أولغا والطبيب كارل أدولفوفيتش باري. في عام 1918 أصبحت واحدة من أولى النساء اللائي تم قبولهن في قسم الفيزياء والرياضيات في جامعة موسكو الحكومية المرموقة. تخرجت باري في عام 1921 _بعد ثلاث سنوات فقط من دخول الجامعة_ وبعد التخرج بدأت عملها في التدريس، كما سبق لها وأن حاضرت في عشرات المعاهد والكليات من بينها معهد موسكو، معهد البوليتكنيك ثم معهد سفيردلوف الشيوعي. طلبت باري الحصول على منحة لتمويل بحوثها فحصلت على زمالة في معهد بحوث الرياضيات والميكانيكا، كما حصلت على منصب في أكاديمية لوزيتانيا الغير رسمية. درست الهندسة وعلم المثلث تحت وصاية البروفيسور نيكولاي لوزين لتصبح واحدة من طلابه، قدَّمت نتيجة أبحاثها في جامعة موسكو الرياضية خلال أحد تجمعات العلماء في عام 1922 لتكون بذلك أول امرأة تُعالج قضايا علم الرياضيات.
في عام 1926، أكملت باري دراستها من أجل نيل شهادة الدكتوراه حيث عملت على موضوع المثلثات، ففازت بجائزة جلافنوكعن أطروحته. في عام 1927 استغلت باري فرصة للدراسة في جامعة السوربون في باريس ثم درست في كلية دي بفرنسا. وحضرت لدروس في الجامعة البولندية الرياضية حيث حصلت هناك على منحة روكفلر مكنتها من العودة إلى باريس لمتابعة دراستها.
قرار عودة باري إلى فرنسا أثر في نيكولاي لوزين كما أثر في العديد من زملائها العلماء في الدراسة؛ خاصة أولئك في معهد لوزيتانيانز الذي تفكك قبل عام 1930 فاضطرت حينها باري إلى مغادرة جامعة موسكو الحكومية باتجاه معهد ستيكلوف للرياضيات. في عام 1932 أصبحت أستاذة في جامعة موسكو الحكومية وفي عام 1935 حصلت على لقب دكتورة في العلوم الفيزيائية والرياضية، وهو لقب مرموق كان حينها أفضل بكثير من شهادة الدكتوراه «التقليدية».

## المسيرة المهنية وحياتها في وقت لاحق
كانت باري متعاونة مع ديميتري مينشوف على عدد من المشاريع البحثية، حيث تولت رفقة مينشوف مهمة البحث من الناحية النظرية في جامعة موسكو الحكومية خلال 1940.
في عام 1952 نشرت سلسلة مقالات مهمة حول علم المثلثات وحول وظائفها ودورها في باقي فروع العلوم، ثم عاودت نشر سلسلة أخرى عام 1956 قبل أن تُقدم محاضرة في جامعة موسكو بحلول عام 1958 مما مكنها من المشاركة في المؤتمر الدولي لعلماء الرياضيات في أدنبرة.
شغلت الرياضيات عقل باري وتفكيرها، وبالرغم من ذلك فقد كانت تتمتع بحس عالي في الأدب والفنون؛ كما كانت تعشق المشي على الجبال ولمسافات طويلة حيث سبق لها التنزه في كل من القوقاز، جبال ألتاي، جبال بامير وجبال تيان شان ومختلف السلاسل الجبلية العملاقة في روسيا. استوحت باري حب المشي على المجال ورياضة المشي من زوجها فيكتور فلاديميروفيتش نيمايتسكي وهو رياضياتي سوفياتي عمل كأستاذ في جامعة موسكو الحكومية وكان أحد المهووسين برياضة تسلق الجبال. في الحقيقة لا يوجد دليل أو وثيقة تُؤكد على زواج الثنائي ولكن الكثير من المؤرخين والصحفيين يعتقدون أن فيكتور تزوج باري في وقت لاحق من حياتها وتحديدا عندما قللت من الظهور في المؤتمرات والاجتماعات العلمية. آخر أعمال باري كان عبارة عن 55 منشورا يضم 900 صفحة كاملة حيث تتحدث فيه حول نظرية المثلثات التي لا تعترف بها كمعيار مرجعي للعاملين المتخصصين في هذا المجال.

## الموت
في 12 تموز/يوليو 1961 ماتت باري عندما سقطت داخل سكة قطار المترو في موسكو فصدمها القطار بسرعة كبيرة مما تسبب في وفاتها.